# リンケイ酸ガラス
リンケイ酸ガラス(Phosphosilicate glass, PSG)とは、半導体デバイス製造において、アルカリイオンのゲッタリング効果により、金属層や導電層の中間に堆積される絶縁層として一般的に使用されるリンを含むケイ酸塩ガラスである。また、リン酸塩ガラスの一種として、ホウ素を含むホウリンケイ酸ガラス（borophosphosilicate glass, BPSG）が知られる。
同じくリンケイ酸ガラスの一種であるリン酸ソーダ石灰ガラスは、生体活性ガラスの原料として知られ、生理液中で炭酸ヒドロキシアパタイトに化学変化する。
ビスマスをドープしたリンケイ酸ガラスは光通信用のファイバーレーザーの活性媒質としての利用が検討されている。